# 平野健一郎
平野 健一郎（ひらの けんいちろう、1937年9月15日 - ）は、日本の政治学者。専門は、国際関係論・国際関係史・国際文化論。東京大学名誉教授。元早稲田大学政治経済学部教授。

## 経歴
1937年、茨城県生まれ。日比谷高校を経て、1961年東京大学教養学部教養学科国際関係論分科卒業、1967年ハーバード大学大学院で歴史学・東アジア研究の博士学位を取得。
1969年上智大学外国語学部専任講師、1970年東京大学教養学部助教授、教授を経て、1998年定年退官、名誉教授、早稲田大学政治経済学部教授。
国際関係史での主な研究対象は満州国。また、国際関係論分野で比較的早くから文化をキーワードとする研究を進め、同分野に文化人類学の考え方を導入し、アカルチュレーション（異文化触変）の現象に注目した。2001年創立の日本国際文化学会の初代会長（2001-2005）。
門下生に、芝崎厚士がいる。

## 著作

### 単著
- 『国際文化論』（東京大学出版会 2000年）

### 共著
- （衞藤瀋吉・公文俊平・渡辺昭夫）『国際関係論』（東京大学出版会, 1982年／第2版, 1989年）
- （斎藤眞・杉山恭・馬場伸也）『国際関係における文化交流』（日本国際問題研究所、1984年）
- （山影進・岡部達味・土屋健治）『アジアにおける国民統合――歴史・文化・国際関係』（東京大学出版会 1988年）
- （初瀬龍平・馬場伸也・鈴木實・黒沢満）『国際関係キーワード』（有斐閣, 1997年）

### 編著
- 『日本文化の変容』（講談社, 1973年）
- 『国際関係論のフロンティア（2）近代日本とアジア――文化の交流と摩擦』（東京大学出版会, 1984年）
- The State and Cultural Transformation: Perspectives from East Asia, (United Nations University Press, 1993).
- 『講座現代アジア（4）地域システムと国際関係』（東京大学出版会, 1994年）
- 『国際文化交流の政治経済学』（勁草書房, 1999年）
- 『戦後日本の国際文化交流』（勁草書房, 2005年）
- 日中戦争期の中国における社会・文化変容 東洋文庫 2007

### 共編著
- （賀来景英）『21世紀の国際知的交流と日本――日米フルブライト50年を踏まえて』（中央公論新社, 2002年）
- （西川潤）『東アジア共同体の構築（3）国際移動と社会変容』（岩波書店 2007年）

### 訳書
- カール・ポランニー『経済の文明史―ポランニー経済学のエッセンス』玉野井芳郎共訳（日本経済新聞社 1975年）
- ベンジャミン・I・シュウォルツ『中国の近代化と知識人――厳復と西洋』（東京大学出版会, 1978年）
- ジョン・K・フェアバンク『中国回想録』蒲池典子共訳（みすず書房, 1994年）